# Берестове (Берестівський старостинський округ)
Берестове́ — село в Україні, у Близнюківській селищній громаді Лозівського району Харківської області. Населення становить 490 осіб. До 2020 орган місцевого самоврядування — Берестівська сільська рада.

## Географія
Село Берестове знаходиться на обох берегах пересихаючої річки Водяна (притока Великої Тернівки). На річці кілька загат, село витягнуто вздовж неї майже на 5 км. На північному сході примикає до села Остерське, на південному заході до села Тимофіївка.

## Історія
- 1864 — дата заснування.
- Перші поселенці на території нинішнього села Берестового — розташованого на притоці річки Тернівки — з'явилися після реформи 1861 р., коли звільнені селяни почали орендувати залишені у поміщиків угіддя. До 1917 р. село мало назву Лаврушине, тому що всі землі належали поміщику Криштоповичу, сина і спадкоємця якого звали Лавр (сімейне зменшувальне назвисько: Лавруша). За іншими даними Берестове виникло на початку ХІХ ст. Місцеві селяни до революції були різних статків: заможні селяни мали по 200—300 десятин, а звичайні — від 2 до 4 десятин. Найпершими жителями, за переказами, тут вважають Максима Кубара, Василя Сагара та Сергія Манника.
- У 1942—1943 рр. село Берестове було місцем запеклих боїв з німецько-нацистськими загарбниками. В оборонних боях, що відбувалися весною 1942 року брали участь воїни 1-го стрілецького полку. Остаточно село було звільнене у ході вересневих боїв 1943 року. 146 радянських воїнів, які загинули у боях за звільнення Берестового поховані у братській могилі у центрі села, відомі прізвища 3-х воїнів.
- 12 червня 2020 року, відповідно до Розпорядження Кабінету Міністрів України № 725-р «Про визначення адміністративних центрів та затвердження територій територіальних громад Харківської області», увійшло до складу Близнюківської селищної громади.[1]
- 19 липня 2020 року, в результаті адміністративно-територіальної реформи та ліквідації Близнюківського району, увійшло до складу Лозівського району Харківської області.[2]

## Економіка
- В селі є молочно-товарна і птахо-товарна ферми.

## Культура
- Дитячий садок.
- Школа.
- Клуб.

## Відомі люди
Уродженцем села є Ткаченко Петро Тимофійович (1914—1946) — Герой Радянського Союзу.